# Dũ dẻ trâu
Dũ dẻ trâu hay nhị tuyến, vô danh hoa, dây trái lông (danh pháp hai phần: Anomianthus dulcis), loài duy nhất thuộc chi Anomianthus trong họ Na (Annonaceae).

## Đặc điểm
Loài này là dây leo dài tới 20 m và đường kính thân cây tới 10 cm. Lá bầu dục hay ngọn giáo xoan ngược, dài 11–15 cm, rộng 4–6 cm, tròn và gần như hình tim ở gốc, tù và có khi lõm ở đầu, với ít lông thưa ở trên, nhiều lông hơn ở dưới; gân bên 11-14 đôi, hơi lồi ở dưới. Hoa trắng, đường kính 2 cm, xếp 2-5 hoa ở ngọn các nhánh thân cây rất mảnh, mọc ở nách lá hay lá bắc; lá noãn chín nhiều, nhẵn, bóng, xoắn, có 1-5 ngăn (ô). Hạt bóng, màu vàng rồi đỏ tươi, dài 10–15 mm, có rốn lõm. Ra hoa tháng 5-6. Hoa có mùi rất thơm, như hoa ngọc lan tây, có thể chiết suất tinh dầu. Quả ăn được.

## Phân bố
Có tại Việt Nam, Lào, Campuchia, Thái Lan, Malaysia, Indonesia.
Ở Việt Nam, gặp trong khu vực từ Quảng Trị, Khánh Hòa, Ninh Thuận, Gia Lai, Đắk Lắk tới Lâm Đồng, Đồng Nai. Cây mọc ở đồng bằng gần biển lên tới vùng núi cao.